# Leptodactylus didymus
Leptodactylus didymus és una espècie de granota que viu a Bolívia i el Perú.